# Club Deportivo Gran Canaria
El Club Deportivo Gran Canaria va ser un club de futbol de l'illa de Gran Canària (Illes Canàries).

## Història
El club va ser fundat com tal el 1914, en canviar de denominació el Club Tristany. Va desaparèixer l'any 1949 quan, en fusionar-se amb altres quatre equips locals —l'Atlético Club, el Real Club Victoria, l'Arenas Club i el Marino F.C.—, es va crear la Unión Deportiva Las Palmas, equip representatiu de l'illa de Gran Canària
La seva activitat principal fins a 1949 va ser la pràctica del futbol. Va ser, al costat del Marino FC i el Real Club Victoria, un dels clubs de futbol més importants a l'illa de Gran Canària.
Va participar en diverses competicions fins a l'any de la seva desaparició. El Gran Canaria va ser un dels primers clubs, al costat de l'Atlético Club, en cedir tots els seus trofeus a l'actual Unión Deportiva Las Palmas.
El seu uniforme era camisa blanca, amb pantalons de color blanc o negre, segons el partit.

## Palmarès
- Campionat de Canàries de Futbol:
  - 1919[2]